# Kašpar Pluh z Rabštejna
Kašpar Pluh z Rabštejna a Bečova (německy Kaspar Pflug von Rabenstein zu Petschau, † 1585, Falknov) byl šlechtic ze starého českého rodu Pluhů z Rabštejna, pán z Rabštejna a Bečova. Zastával vysoké úřady v Českém království za vlády Ferdinanda I.

## Život

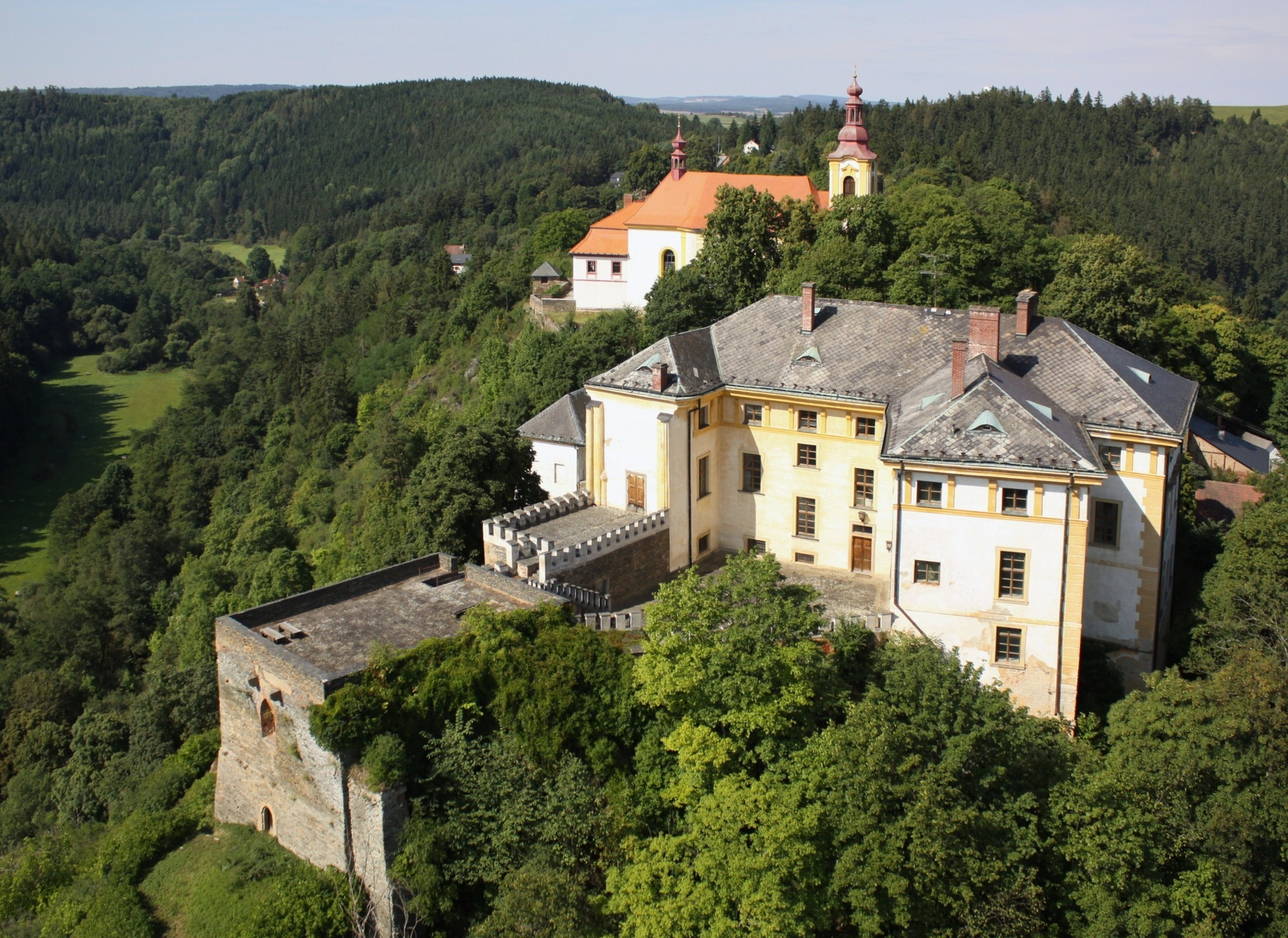
Rabštejn nad Střelou

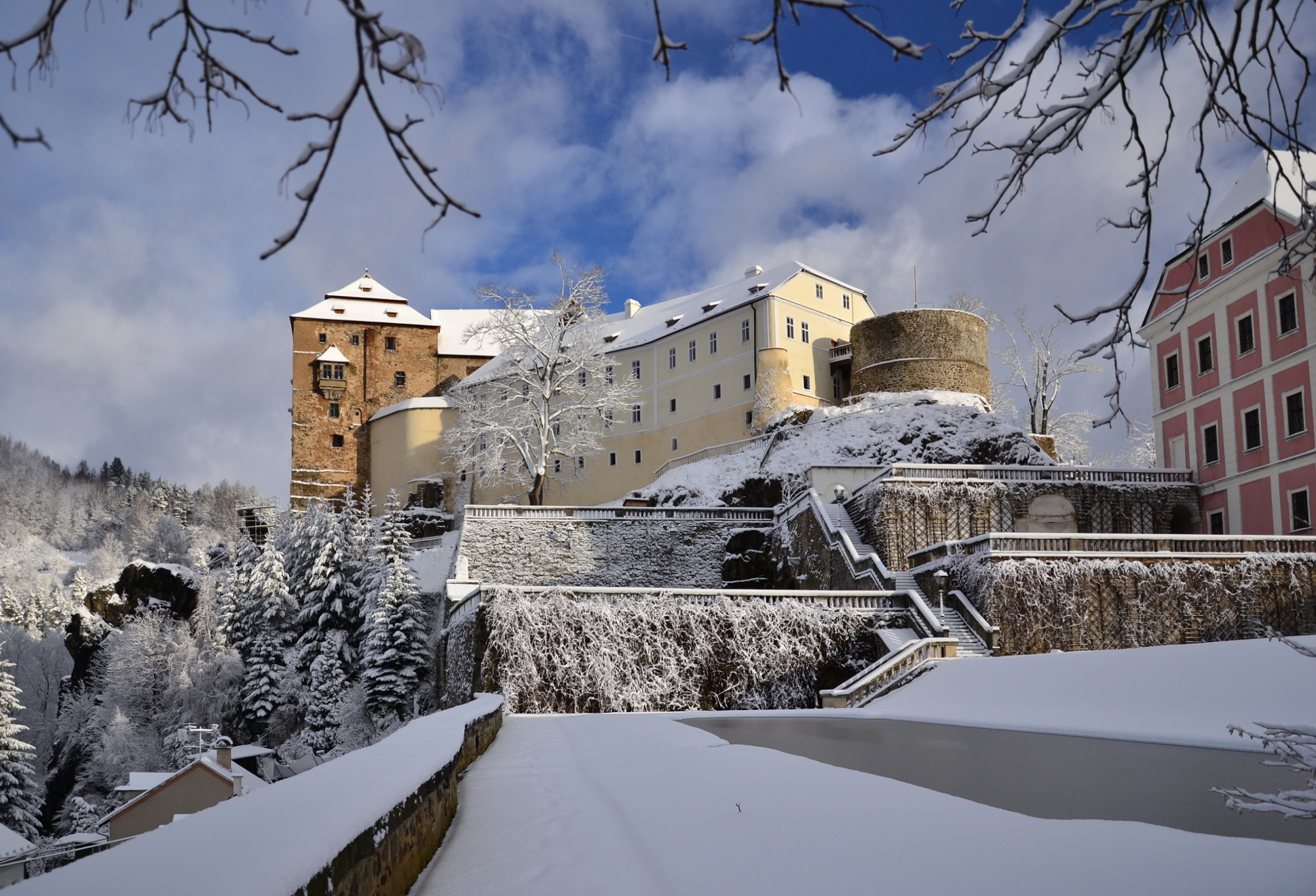
Bečovský hrad

Narodil se jako syn Kryštofa Pluha z Rabštejna-Kočova († 1519 nebo kolem roku 1526) a jeho manželky hraběnky Siguny Šlikové, dcery hraběte Kašpara II. Šlika († asi 1516) a hraběnky Alžběty z Gutštejna-Vrtby. Jeho matka byla příbuznou hraběte Kašpara Šlika († 1449), kancléře Svaté říše římské, a Jindřicha II. Šlika († asi 1448).
Dne 4. srpna 1537 se Kašpar oženil s Magdalenou ze Schaunbergu († kolem roku 1560 nebo prosinec 1563), dcerou hraběte Jiřího III. ze Schaunbergu (1472–1554) a Jenovéfy z Arco († 1554). Manželství zůstalo bezdětné.
Kašpar měl zdědit majetek po svém velmi bohatém bezdětném strýci Hanuši Pluhovi z Rabštejna, ale podle manského práva se o něj nepřihlásil včas, a majetek připadl panovníkovi. Vznikl spor řešený u dvorského soudu, jehož výsledkem byla roku 1542 dohoda, že přijme v léno Bečov a Horní Slavkov, ale musel králi postoupit Poděbrady, Křivoklát a odpustit mu některé dluhy.
V době stavovského povstání v roce 1547 se Kašpar postavil proti panovníkovi, za což byl odsouzen k trestu smrti a ztrátě majetku. Zachránil se útěkem do Míšně a v Bečově nad Teplou zůstala jen jeho manželka Magdalena, která časem vyprosila část zkonfiskovaného majetku a samotnému Kašparovi byl císařem Maxmiliánem II. umožněn návrat do země. Poté žil až do smrti u své sestry Anny v Sokolově a se souhlasem císaře Rudolfa II. byl pohřben v bečovském kostele svatého Jiří.